# نيكولاس هود
نيكولاس هود هو سياسي أمريكي، ولد في 21 يونيو 1923 في تير هوت في الولايات المتحدة، وتوفي في 10 أبريل 2016.